# シリグリ
シリグリ（ベンガル語: শিলিগুড়ি, ラテン文字転写: Siliguri）は、インド・西ベンガル州の都市である。シリグリ回廊に位置する。ネパール、ブータン、バングラデシュなどの近隣の国への空港、道路、鉄道の乗り換え地点である。 
シリグリはダージリン県に位置し、同県最大の都市である。ただし、県都はダージリンである。

## 交通

### 鉄道
- シリグリタウン駅 - 1880年8月23日開業
- シリグリジャンクション駅 - 1949年開業
- ニュー・ジャルパーイーグリー駅 - 1961年開業、ダージリン・ヒマラヤ鉄道の始発駅

### 空港
- バグドグラ空港